# Pseudosasa pallidiflora
Pseudosasa pallidiflora là một loài thực vật có hoa trong họ Hòa thảo. Loài này được (McClure) S.L.Chen & G.Y.Sheng miêu tả khoa học đầu tiên năm 1991.